# Jagodics Zoltán
Jagodics Zoltán (Kőszeg, 1969. július 29. –) válogatott labdarúgó, hátvéd.

## Pályafutása

### Klubcsapatban
Kőszegszerdahelyen kezdett futballozni. A Sabaria csapata figyelt fel rá, de végül a Haladáshoz igazolt. 1994-ben Verebes József hívására szerződött a Győrhöz, majd rövid időre kölcsönben a Parmalathoz került. Innen igazolta le a Ferencváros, ahol magyar bajnoki címet szerzett.

### A válogatottban
1994 és 1996 között hét alkalommal szerepelt a válogatottban és egy gólt szerzett.

## Sikerei, díjai
- Magyar bajnokság
  - bajnok: 1995–96
  - 2.: 1997–98, 1998–99
  - 3.: 1996–97
- Magyar kupa
  - döntős: 1993

## Statisztika

### Mérkőzései a válogatottban
| Magyarország | Magyarország      | Magyarország                     | Magyarország  | Magyarország | Magyarország | Magyarország | Magyarország | Magyarország |
| #            | Dátum             | Helyszín                         | Hazai         | Eredmény     | Vendég       | Kiírás       | Gólok        | Esemény      |
| ------------ | ----------------- | -------------------------------- | ------------- | ------------ | ------------ | ------------ | ------------ | ------------ |
| 1.           | 1994. április 6.  | Szombathely, Rohonci úti stadion | Magyarország  | 0 – 1        | Szlovénia    | barátságos   | -            | 75'          |
| 2.           | 1994. április 20. | Koppenhága                       | Dánia         | 3 – 1        | Magyarország | barátságos   | -            | 76'          |
| 3.           | 1994. május 4.    | Krakkó                           | Lengyelország | 3 – 2        | Magyarország | barátságos   | -            | 79'          |
| 4.           | 1994. május 18.   | Győr, Rába ETO Stadion           | Magyarország  | 2 – 2        | Horvátország | barátságos   | -            | 64'          |
| 5.           | 1994. június 8.   | Brüsszel, Heysel Stadion         | Belgium       | 3 – 1        | Magyarország | barátságos   | 1            | 55' 75'      |
| 6.           | 1995. október 11. | Zürich                           | Svájc         | 3 – 0        | Magyarország | Eb-selejtező | -            | 24'          |
| 7.           | 1996. április 10. | Eszék                            | Horvátország  | 4 – 1        | Magyarország | barátságos   | -            |              |
|              | Összesen          |                                  |               | 7            | mérkőzés     |              | 1            | gól          |

## Családja
Fiai, Márk és Bence szintén labdarúgók.